# Aubusson, Creuse
Aubusson là một xã trong vùng Nouvelle-Aquitaine, thuộc tỉnh Creuse, quận Aubusson (Unterpräfektur) tổng, tổng Aubusson (Chef-lieu). Tọa độ địa lý của xã là 45° 57' vĩ độ bắc, 2° 10' kinh độ đông. Aubusson nằm trên độ cao trung bình là 512 mét trên mực nước biển, có điểm thấp nhất là 416 mét và điểm cao nhất là 608 mét. Xã có diện tích 19,21 km², dân số vào thời điểm 1999 là 4662 người; mật độ dân số là 243 người/km².

## Thông tin nhân khẩu
| 1962  | 1968  | 1975  | 1982  | 1990  | 1999  | 2005  |
| ----- | ----- | ----- | ----- | ----- | ----- | ----- |
| 5.669 | 5.934 | 6.227 | 5.710 | 5.097 | 4.662 | 4.239 |